# А у вас негров линчуют
«А у вас негров линчуют»（ア・ウ・ヴァス・ニェグラフ・リンチュート、「そして、あなたたちは黒人をリンチしている」）は、ロシア語の成句で、アメリカ合衆国における黒人に対するリンチが頻繁だったことを示唆するためにソビエト連邦から発せれた告発である。
その句はソビエト連邦の冷戦期の人権侵害に関するアメリカ合衆国からの批判に応えて使われた。また、現代のロシア、ポーランド、セルビアで、「お前もな」（ラテン語: Tu quoque）という修辞的な手段を指すために使われている。
アフリカ系市民をリンチするアメリカ合衆国の民衆のイメージは、リンチの写真を印刷した郵便葉書によって普及した（アメリカ合衆国の郵政長官は、1908年に郵便物として禁止した）。アメリカ合衆国の多くの州、特に南部と中西部では、黒人のリンチを含む人権侵害があった限りにおいて、そのようなクレームは有効だった（アメリカ合衆国におけるリンチを参照）。
その句はまた、アメリカ人とロシア人の論争に関して、ニキータ・フルシチョフの時代からロシアン・ジョークとして存在する。一例は以下のようなもの。
アメリカ人: 貴方たちは自由が無い。
ロシア人: そして、貴方たちは黒人をリンチしている。
アメリカ人: 貴方たちはパンがない。
ロシア人: そして、貴方たちは黒人をリンチしている。
アメリカ人: 我々は、貴方たちのフルシチョフを誘拐しよう。
ロシア人: であれば、貴方たちもパンが無くなるだろう。